# Izumi Rei
Izumi Rei (依澄れい (Y Trừng Linh) sinh ngày 12 tháng 4) là một nữ họa sĩ manga người Nhật đến từ tỉnh Iwate. Bà được nhiều người biết nhờ tham gia sáng tác, mà cụ thể là minh họa, cho loạt manga .hack//Legend of the Twilight và Hibiki's Magic. Bà cũng nổi tiếng vì là người chỉ đạo nghệ thuật và thiết kế nhân vật cho visual novel True Tears.

## Tác phẩm
Manga
- .hack//Legend of the Twilight
- Hibiki's Magic
- Posutaru Work
- Shank!! The rate story
- Kanon & Air Sky

Light novel
- .hack//AI buster
- .hack//AI buster 2
- Kosumosu no Sora ni
- Takkyū Jō

Visual novel
- True Tears